# Altium
Компания Altium или Altium Limited (до 2001 года — Protel) один из ведущих разработчиков программного обеспечения для проектирования электронных устройств.
Такие продукты компании, как Altium Designer, P-CAD, Tasking и др. широко известны в мире и зарекомендовали себя как удобные и надёжные инструменты для разработчиков электроники.
С 2024 года Altium принадлежит японской компании производителю полупроводниковых компонентов Renesas Electronics. 

## История
Altium Limited основана в 1985 году Ником Мартином, когда он создал первую версию Altium Designer, Protel PCB
В 1991 году штаб-квартира была перенесена в США, и в том же году был выпущен Protel для Windows, что сделало его первой системой проектирования печатных плат для Windows.
В 1999 году компания успешно провела IPO и вышла на австралийскую фондовую биржу.
В 2006 году вышел Altium Designer 6, который стал первым продуктом для проектирования печатных плат с поддержкой Native 3D.
В 2015 году Altium приобрела две компании: Octopart и Ciiva.
В 2017 году Altium приобрела Upverter.
В 2018 году был запущен NEXUS 1.0, который использовался для коллективного проектирования печатных плат, а также поддерживал облачные технологии. В этом же году была приобретена компания PCB:NG, предоставляющая услуги по созданию печатных плат под ключ.
В 2019 году была приобретена компания Gumstix, предоставляющая услуги по созданию вычислительных устройств.
15 февраля 2024 года японский производитель чипов Renesas Electronics объявил о заключении соглашения по покупке австралийской компании Altium, специализирующейся на разработке программного обеспечения для проектирования печатных плат. Сумма сделки составляет приблизительно $5,9 млрд. По условиям договора, Renesas приобретет все находящиеся в обращении акции Altium.

## Каталог продуктов
- Altium Designer
- P-CAD
- Tasking
- CircuitMaker